# VIGINUM
Le service de vigilance et de protection contre les ingérences numériques étrangères (VIGINUM) est le service technique et opérationnel de la France chargé de la vigilance et de protection contre les ingérences numériques étrangères. Rattaché au secrétariat général de la Défense et de la Sécurité nationale (SGDSN), ce service à compétence nationale est fondé le 13 juillet 2021.

## Historique

### Contexte
Plusieurs pays ou groupes d'États se dotent de structures similaires. En 2015, l'Union européenne fonde l'East StratCom Task Force (en) (ESCTF) consacrée à la lutte contre les manipulations en provenance de Russie. Le Global Engagement Center au sein du département d'État des États-Unis à la mission de « diriger, synchroniser, intégrer et coordonner les efforts du gouvernement fédéral pour détecter, comprendre, exposer et contrer la propagande étatique et non-étatique, les manœuvres de désinformation visant à saper ou influer sur la politique, la sécurité ou la stabilité des États-Unis, de leurs alliés et de leurs partenaires ». Des initiatives similaires sont prises en République tchèque et en Suède. Au Royaume-Uni, ce type de mission est assuré par le programme National Security Communications Team (NSCT), rattaché aux services du premier ministre.
Dans les derniers jours de la campagne, l'élection présidentielle de 2017 est marqué par la publication des MacronLeaks.
L'assassinat de Samuel Paty en octobre 2020 est suivi d'une campagne de désinformation sur les réseaux sociaux. Une « Task force Honfleur » est mise en place afin de détecter et de caractériser cette tentative de déstabilisation qui est dorénavant attribuée à la Turquie.

### Fondation
Lors du Conseil de Défense et de Sécurité nationale du 12 janvier 2021, Emmanuel Macron prend la décision de lancer une mission de préfiguration à la création d'un service à compétence nationale. Quatre personnes sont chargées du dossier sous la direction de Marc-Antoine Brillant.
Le nouveau service à compétence nationale est créé par le décret no 2021-922 du 13 juillet 2021 publié au Journal officiel du 14 juillet. VIGINUM devient opérationnel à partir du 7 décembre 2021, après qu'un décret autorise l'agence à collecter des informations sur les réseaux sociaux et les stocker dans un « fichier de souveraineté »,. L'agence scrute alors les discussions sur internet concernant le référendum de 2021 sur l'indépendance de la Nouvelle-Calédonie, les débats sur les conséquences du Brexit, et les conversations concernant le Convoi de la liberté,. Pour l'élection présidentielle française de 2022, l'agence surveille d'éventuelles interventions étrangères qui viseraient à promouvoir ou dénigrer un candidat, ou encore à dissuader les électeurs d'aller voter.

## Missions
La mission de VIGINUM est de détecter les manipulations de l’information venues de l’étranger visant à « déstabiliser l’État » ; il ne s'agit pas de rétablir la vérité, mais de détecter si des circulations massives d'informations sont le fruit d'une ingérence étrangère. Selon Stéphane Bouillon, secrétaire général de la défense et de la sécurité nationale, le service devrait permettre « aux hommes politiques, aux diplomates, à la justice et la presse de constater que sur 400 000 tweets de reprise de telle ou telle information, 200 000 viennent d’une ferme à bots dans une région hors de notre pays ou que tel débat provient d’une ferme à trolls »,.
Selon le texte du décret publié au Journal officiel, VIGINUM « est autorisé à mettre en œuvre un traitement informatisé et automatisé de données à caractère personnel ». Et « ce traitement a pour finalités la détection et la caractérisation des opérations impliquant, de manière directe ou indirecte, un État étranger ou une entité non étatique étrangère, et visant à la diffusion artificielle ou automatisée, massive et délibérée (...) d'allégations ou imputations de faits manifestement inexactes ou trompeuses de nature à porter atteinte aux intérêts fondamentaux de la Nation ».
Le décret prévoit que les données collectées seront conservées pendant une durée maximale de six mois et que le service VIGINUM travaillera sur les plateformes nécessitant une inscription et qui ont une audience en France supérieure à cinq millions de visiteurs uniques par mois. Le service n'analyse pas le contenu des messageries privées, comme WhatsApp ou Facebook Messenger,,.
Stéphane Bouillon indique lors de son audition par la commission de la Défense nationale et des Forces armées de l'Assemblée nationale en juin 2021 : « Soyons bien clair, il ne s'agit absolument pas pour nous de commencer à dire telle information est exacte, telle information est inexacte. Cela c'est le rôle des politiques, des médias, et c'est le rôle de la justice. Cela ne peut pas être le rôle d'une administration et cela ne doit pas être son rôle »,.
Ensuite, selon Cédric O, VIGINUM transmettra les dossiers à la justice ou à la diplomatie. Intelligence Online présente une troisième option en indiquant que le volet offensif de la contre-ingérence sera assuré par la direction du Renseignement militaire (DRM)[réf. nécessaire].

## Organisation

### Directions
(novembre 2024).
Par un arrêté du 5 octobre 2021, Gabriel Ferriol, ingénieur et magistrat de la Cour des comptes, est nommé à la tête de VIGINUM. Diplômé de l'école Télécom Paris, spécialiste en ingénierie de l'information, de la communication et de la cognition, il commence sa carrière en tant qu'ingénieur de recherche à l'international. En 2003, il rejoint le ministère de la Défense en tant qu'ingénieur d'étude avant d'être nommé, au sein de ce ministère, responsable d'une équipe d'informaticiens, de scientifiques et d'analystes chargés de la mise au point de divers traitements automatiques de signaux électromagnétiques. Lauréat du concours de l'École nationale d'administration en 2008, il rejoint alors la Cour des comptes avant d'intégrer la coordination nationale du renseignement et de la lutte contre le terrorisme, en tant que conseiller pour les affaires économiques et financières. Il est ensuite nommé en 2019 avocat général près la Cour des comptes et la Cour de discipline budgétaire et financière. Gabriel Ferriol est poussé vers la sortie le 30 juillet 2023[pourquoi ?]. En attendant son remplacement, l'intérim est assuré par Marc-Antoine Brillant, no 2 de VIGINUM.
Par une décision du 15 juillet 2021, le lieutenant-colonel Marc-Antoine Brillant est nommé adjoint au chef de service. Diplômé de l'École spéciale militaire de Saint-Cyr, de l'École de guerre et de l'ESCP Business School, il exerce différentes fonctions opérationnelles et notamment commandé des unités de combat au Proche et Moyen-Orient avant de servir comme chef des opérations d'un groupement tactique. En 2018, il rejoint l'Agence nationale de la sécurité des systèmes d'information (ANSSI) en tant que conseiller auprès de la direction générale chargé des affaires opérationnelles et stratégiques, avant d'être promu sous-directeur adjoint Stratégie. En 2021, après avoir dirigé la « Task Force Honfleur », il est désigné préfigurateur du service à compétence nationale VIGINUM.
| Chef                  | Grade ou statut                               | Date de nomination | Texte de nomination      |
| --------------------- | --------------------------------------------- | ------------------ | ------------------------ |
| Gabriel Ferriol       | Conseiller référendaire à la Cour des comptes | 15 octobre 2021    | Arrêté du 5 octobre 2021 |
| Marc-Antoine Brillant | Adjoint au chef de VIGINUM                    | 15 octobre 2023    | Arrêté du 4 octobre 2023 |

### Comité éthique et scientifique
Un comité éthique et scientifique, rattaché au secrétaire général de la défense et de la sécurité nationale, est garant des conditions d'exercice de l'activité de VIGINUM. Il est composé d'un président choisi parmi les conseillers d'État, d'un membre de l'Autorité de régulation de la communication audiovisuelle et numérique (ARCOM) et de six personnalités qualifiées. Par un arrêté du 5 octobre 2021, le premier comité éthique et scientifique est composé de :
- Jean-Luc Sauron[23], conseiller d'État, président du comité éthique et scientifique
- Aymeril Hoang, ancien directeur de cabinet de Mounir Mahjoubi au secrétariat d'État au Numérique[24]
- Isabelle Mandraud, cheffe adjointe du service international du Monde[25]
- Claude Kirchner, directeur de recherche émérite à l'Institut national de recherche en sciences et technologies du numérique (Inria)[Passage problématique] et directeur du Comité pilote d'éthique du numérique[26]
- Benoît Loutrel, membre du collège de l'Autorité de régulation de la communication audiovisuelle et numérique (ARCOM)
- Jean-Maurice Ripert, ancien diplomate
- Camille Malplat, coordinatrice Afrique francophone à l'investigation numérique[25]
- Jérôme Marilly, avocat général près la cour d'appel de Paris[27]

#### Anciens membres
- Marie-Christine Tarrare, procureure générale
- Béatrice Bourgeois-Machureau, conseillère d'État
- Pauline Talagrand, journaliste
- Julie Joly, journaliste directrice du Centre de formation des journalistes et directrice générale de l'École W.

## Moyens
Au 30 septembre 2022, VIGINUM employait 42 agents, dont 62 % de femmes.
Le service devrait comporter à terme 65 personnes, principalement des spécialistes en sciences de la donnée, renseignement d'origine sources ouvertes, sciences politiques et géopolitiques,.
Le budget de lancement est évalué à 5 millions puis 12 millions d'euros par an.

## Guerre d'influence contre la France
« L’efficacité des opérations d’influence étrangères malveillantes est celle que les populations qui en sont les cibles leur donnent. L’un des écueils auxquels nous risquerions d’être confrontés serait de surestimer leur impact », indiquent les sénateurs français en introduction de leur rapport de 369 pages. Outre la Russie, la commission d’enquête identifie, parmi les principaux « compétiteurs » engagés dans une guerre d’influence contre la France, la Chine, la Turquie ou encore l’Azerbaïdjan.